# Луттовиц
Лу́ттовиц или Лю́тобч (нем. Luttowitz; в.-луж. Lutobčо файле) — деревня в Верхней Лужице, Германия. Входит в состав коммуны Радибор района Баутцен в земле Саксония. Подчиняется административному округу Дрезден.

## География
Около деревни пересекаются автомобильные дороги 106 (Вульки-Вельков — Минакал) и 107 (Гёда — Дельня-Горка).
Соседние деревни: на севере — деревня Мерков, на юго-востоке — деревни Хвачицы и Далицы коммуны Гросдубрау, на юге — деревня Кшива-Борщ коммуны Гросдубрау, на юго-западе — деревня Боранецы и на западе — административный центр коммуны Радибор.

## История
Деревня имеет древнеславянскую круговую структуру построения жилых домов. Впервые упоминается в 1362 году под наименованием Kirstanus de Lutevicz.
В 1906 году в деревне была построена железнодорожная станция линии Лёбау — Радибор.
С 1936 по 1994 года входила в состав коммуны Мерка. С 1994 года входит в состав современной коммуны Радибор
.
В настоящее время деревня входит в состав культурно-территориальной автономии «Лужицкая поселенческая область», на территории которой действуют законодательные акты земель Саксонии и Бранденбурга, содействующие сохранению лужицких языков и культуры лужичан.
Исторические немецкие наименования:
- Kirstanus de Lutevicz, 1362
- Luttewicz, 1400
- Lotewicz, 1433
- Luttowitz, 1520
- Leuttowicz, 1565
- Luttowiczsch, 1608
- Luthobitz, 1658

## Население
Официальным языком в населённом пункте, помимо немецкого, является также верхнелужицкий язык.
Согласно статистическому сочинению «Dodawki k statisticy a etnografiji łužickich Serbow» Арношта Муки в 1884 году проживало 109 человек (из них — 100 серболужичан (92 %)).
Лужицкий демограф Арношт Черник в своём сочинении «Die Entwicklung der sorbischen Bevölkerung» указывает, что в 1956 году при общей численности в 371 человек серболужицкое население деревни составляло 67,4 % (из них верхнелужицким языком активно владело 143 человека, 44 — пассивно и 63 несовершеннолетних владели языком).
| 1834 | 1871 | 1890 | 1910 | 1925 | 1939 | 1946 | 1950 | 1964 | 2011 | 2016 |
| ---- | ---- | ---- | ---- | ---- | ---- | ---- | ---- | ---- | ---- | ---- |
| 87   | 106  | 102  | 97   | 124  | 315  | 369  | 396  | 391  | 173  | 160  |

## Достопримечательности
Памятники культуры и истории земли Саксония
- Каменный дорожный указатель, XIX век (№ 09253183)
- Конюшня, ул. Am Eiskeller 5, 1800 год (№ 09253184)
- Восточное здание фермы (Östliches Seitengebäude eines Bauernhofes), ул. Radiborer Straße 3, 1850 год (№ 09253207)